# Ајше-султанија (ћерка Селима II)
Султанија Ајше је била ћерка Селима II и султаније Васфије.

## Биографија
Иако је устањено да кад се прича о ћеркама Селима II помињу његове четири кћери Есмахан, Шах, Гевхерхан и Фатма, према неким изворима, Селим је имао и ћерку по имену Ајше.
Рођена је у Маниси или Истанбулу. Њена мајка се звала Васфије, чија је Ајше била једино дете. Како је познато да је султанија Фатма најмлађа Селимова ћерка, Ајше је рођена свакако пре 1559. године. Многи извори упућују да је једна од Селимових кћери удата за Мујезинзаде Али-пашу, али име ћерке није навођено. Како је Селимова најстарија кћи имала само један брак са Хусрев-пашом, а бракови свих осталих ћерки су сви познати, може се претпоставити да је то највероватније била Ајше. Алдерсон, у Структури османске династије, напомиње да је Муезинзаде Али-паша био ожењен ћерком султана Сулејмана. Врло је вероватно да је дошло до грешке, пошто је Сулејман Величанствени имао само кћер Михримах, пошто неколико извора напомиње да је реч о Селимовој кћери. Према Алдерсону, из овог брака су рођена два сина, Мехмед-бег и Ахмед-бег. Такође, према Јозефу фон Хамер-Пургшталу, једна Селимова кћи се 1564. године удала за великог везира Семиз Али-пашу, који је убијен годину дана након брака.
Како је Мујезинзаде Али-паша изгубио главу у бици код Лепанта, супруга Али-паше је остала удовица. Постоји један извор који директно именује Ајше као ћерку султана Селима, који напомиње Ајшину удају 1576. године за Улуч Али-пашу.  
Ови бракови султаније Ајше нису званично потврђени од стране историчара, који су овде састављени по информацијама из свих расположивих извора о забележеним браковима неименованих кћерки и распоређени по најочигледнијем могућем редоследу.
Када је умрла, султанија Ајше је сахрањена у Аја Софији, у гробници свог оца.